# Cephalodella fluviatilis
Cephalodella fluviatilis is een raderdiertjessoort uit de familie Notommatidae. De wetenschappelijke naam van deze soort is voor het eerst geldig gepubliceerd in 1926 door Zavadovsky.